# Атоз Аспи
Атоз Аспи (фр. Athos-Aspis) насеље је и општина у југозападној Француској у региону Аквитанија, у департману Атлантски Пиринеји која припада префектури Олорон Сен Мари.
По подацима из 2011. године у општини је живело 185 становника, а густина насељености је износила 31,36 становника/km². Општина се простире на површини од 6 km². Налази се на средњој надморској висини од 80 метара (максималној 141 m, а минималној 33 m).

## Демографија
| 1962. | 1968. | 1975. | 1982. | 1990. | 1999. | 2011. |
| ----- | ----- | ----- | ----- | ----- | ----- | ----- |
| 209   | 213   | 203   | 201   | 197   | 203   | 185   |

График промене броја становника у току последњих година